# Civilization V: Brave New World
Pour les articles homonymes, voir Brave New World.
Sid Meier's Civilization V: Brave New World est la seconde extension du jeu de stratégie au tour par tour Civilization V. Elle est annoncée le 15 mars 2013 et sortie le 9 juillet 2013 en Amérique du Nord et le 12 juillet 2013 dans le reste du monde. Elle ajoute neuf nouvelles civilisations, huit merveilles, deux scénarios et les mécanismes de route commerciale et de congrès international.
Les nouvelles civilisations sont l'Assyrie dirigée par Assurbanipal, le Brésil dirigé par Pierre II, l'Indonésie dirigée par Gajah Mada, le Maroc dirigé par Ahmed al-Mansour, la Pologne dirigée par Casimir III, le Portugal dirigé par Marie Ire, les Shoshones dirigés par Pocatello (en), Venise dirigé par Enrico Dandolo et les Zoulous dirigés par Shaka,,.

## Système de jeu

### Doctrines sociales et idéologies
Le système des doctrines sociales a été amélioré : l'extension rajoute de nouvelles doctrines et met en place les idéologies. Une fois qu'elle est entrée dans l'ère moderne ou qu'elle a construit trois usines, une civilisation doit choisir une idéologie parmi les trois proposées : l'Ordre,l'Autocratie, l’Égalité.
Chaque idéologie a 16 principes qui se déclinent en 3 niveaux. Comme pour les autres doctrines sociales, débloquer un principe nécessite de dépenser les points de cultures. Les trois principes du 3ème niveau apportent les meilleurs bonus mais nécessitent de débloquer des principes de 1er niveau et de 2ème niveau.
Le premier joueur qui choisit une idéologie bénéficie de deux principes gratuits. Le second joueur qui le rejoint dans cette voie a un principe gratuit. Par ailleurs les civilisations ayant adopté une idéologie peuvent entreprendre la construction d'une merveille mondiale exclusive : le Kremlin pour l'Ordre, la station balnéaire de Prora pour l'Autocratie et la statue de la Liberté pour l'Égalité.
Si deux peuples partagent la même idéologie, ils seront plus aptes à s'entendre et à faire des échanges. À l'inverse deux civilisations n'ayant pas la même idéologie auront plus de mal à s'entendre. Si le peuple ne partage pas le choix idéologique de son dirigeant, ceci aura un gros impact au niveau du Bonheur. L'opinion publique mécontente peut entraîner une révolution, permettant de changer d'idéologie, mais cela ne se fait pas sans pertes.
On retrouve aussi deux nouvelles doctrines : l'esthétisme, qui est utile pour une victoire culturelle et l'exploration, qui est utile pour la navigation. La piété a aussi été améliorée et donne maintenant des bonus pour la religion.

### Victoire culturelle
L'une des grandes nouveautés de l'extension est la modification de la « victoire culturelle » qui consiste désormais à diffuser sa culture afin de dominer celle des autres civilisations. Pour accomplir cette victoire, la civilisation doit générer plus de tourisme auprès de chacune des autres civilisations que celles-ci ne génèrent de culture. Au départ, la culture de toutes les civilisations est « inconnue » de toutes les autres. Lorsque le total des points de tourisme d'une civilisation à l'égard d'une autre est supérieur au total des points de culture de la civilisation ciblée, sa culture devient « influente ». Une civilisation remporte une victoire culturelle lorsque sa culture est « influente » auprès de toutes les civilisations encore en jeu.
On peut considérer que le tourisme permet à une civilisation « d'attaquer » la culture des autres tandis que sa culture lui permet de « se défendre » contre le tourisme des autres. Si l'on ne vise pas une victoire culturelle, le tourisme n'est pas très important. En revanche la culture est capitale pour avoir une bonne défense contre le tourisme des autres civilisations.
Les écrivains, artistes et musiciens illustres peuvent être utilisés pour créer des chefs-d'œuvre qui sont placés dans des bâtiments culturels tels que les amphithéâtres, les musées et les opéras. Des archéologues servent à explorer les champs de batailles des ères antérieures de la partie afin de trouver des artéfacts culturels.

### Civilisation et dirigeants
| Civilisation | Dirigeant        | Unique 1           | Unique 2                 | Capacité spéciale      | Capitale       |
| ------------ | ---------------- | ------------------ | ------------------------ | ---------------------- | -------------- |
| Assyrie      | Assurbanipal     | Tour de siège      | Bibliothèque royale      | Trésors de Ninive      | Assur          |
| Brésil       | Pierre II        | Pracinhas          | Campement de bois-brésil | Carnaval               | Rio de Janeiro |
| Indonésie    | Gajah Mada       | Spadassin à kriss  | Candi                    | Épices insulaires      | Jakarta        |
| Maroc        | Ahmed al-Mansour | Cavalerie berbère  | Kasbah                   | Passage vers l'Afrique | Marrakech      |
| Pologne      | Casimir III      | Hussard ailé       | Écurie ducale            | Solidarité             | Varsovie       |
| Portugal     | Marie Ire        | Nef                | Feitoria                 | Mare Clausum           | Lisbonne       |
| Shoshone     | Pocatello        | Défricheur         | Cavaliers comanches      | Territoire étendu      | Moson Kahni    |
| Venise       | Enrico Dandolo   | Marchand de Venise | Galéasse vénitienne      | Sérénissime            | Venise         |
| Zoulous      | Shaka            | Impi               | iKanda                   | Sagaie                 | Ulundi         |

### Nouvelles merveilles
L'extension inclut huit nouvelles merveilles :
- Borobudur
- Broadway
- Fort Rouge
- Galerie des Offices
- Parthénon
- Prora
- Théâtre du Globe

et un projet international :
- Station spatiale internationale

### Scénarios
Deux nouveaux scénarios sont proposés dans l'extension : l'un basé sur la guerre de Sécession, l'autre sur le partage de l'Afrique entre les puissances européennes à la fin du XIXe siècle.

## Accueil
- Jeuxvideo.com : 17/20[6]